# Transcarpathia nemzetközi gyorsvonat
A Transcarpathia nemzetközi gyorsvonat  egy a MÁV és a UZ által közlekedtetett gyorsvonat vonat (vonatszám: 9/10), amely Budapest és Kijev között közlekedik.

## Története
2024/2025-ös menetrendváltástól közlekedik Budapest és Kijev között. A vonat Budapest és Kijev között csak Szolnok, Debrecen, Nyíregyháza, Csap, Munkács, Slavsko és Lviv állomásokon áll meg.

## Megállóhelyei
| Megállóhelyek                  |
| ------------------------------ |
| 1. Budapest-Keleti             |
| 2. Szolnok                     |
| 3. Debrecen                    |
| 4. Nyíregyháza                 |
| 5. Záhony (csak Budapest felé) |
| 6. Чоп (Csap)                  |
| 7. Мукачево (Munkács)          |
| 8. Slavsko                     |
| 9. Lviv                        |
| 10. Kijiv-Paszazsirszkij       |

## Vonatösszeállítás
A vonatot Budapest és Záhony között általában a MÁV 480 sorozatú mozdonya vontatja. Záhonytól Csapig 418 sorozatú dízelmozdony vontatja.
Vonatösszeállítás 2024. december 15-étől:
| Kocsiszám | Típus                    | Útirány         |
| --------- | ------------------------ | --------------- |
|           | START 480 villanymozdony | Budapest-Záhony |
|           | START 418 dízelmozdony   | Záhony-Chop     |
|           | UZ ВЛ82 villanymozdony   | Chop-Lvіv       |
|           | UZ ЧС8 villanymozdony    | Lvіv-Kyiv       |
| 8         | UZ К (hálókocsi)         | Budapest-Kyiv   |
| 7         | UZ К (hálókocsi)         | Budapest-Kyiv   |
| 6         | UZ К (hálókocsi)         | Budapest-Kyiv   |
| 5         | UZ КР (hálókocsi)        | Budapest-Kyiv   |
| 4         | UZ СВ (hálókocsi)        | Budapest-Kyiv   |
| 3         | UZ К (hálókocsi)         | Budapest-Kyiv   |
| 2         | UZ К (hálókocsi)         | Budapest-Kyiv   |
| 1         | UZ К (hálókocsi)         | Budapest-Kyiv   |

| Kocsiszám | Típus                             | Útirány         |
| --------- | --------------------------------- | --------------- |
|           | UZ ЧС8 villanymozdony             | Kyiv-Lvіv       |
|           | UZ ВЛ82 villanymozdony            | Lvіv-Chop       |
|           | START 418 dízelmozdony            | Chop-Záhony     |
|           | START 480 villanymozdony          | Záhony-Budapest |
| 409       | START Amz (termes másodosztályú)  | Csap-Záhony     |
| 408       | START Bpmz (termes másodosztályú) | Csap-Záhony     |
| 407       | START Bmz (termes másodosztályú)  | Csap-Záhony     |
| 406       | START Bmz (termes másodosztályú)  | Csap-Záhony     |
| 1         | UZ К (hálókocsi)                  | Kyiv-Budapest   |
| 2         | UZ К (hálókocsi)                  | Kyiv-Budapest   |
| 3         | UZ К (hálókocsi)                  | Kyiv-Budapest   |
| 4         | UZ СВ (hálókocsi)                 | Kyiv-Budapest   |
| 5         | UZ КР (hálókocsi)                 | Kyiv-Budapest   |
| 6         | UZ К (hálókocsi)                  | Kyiv-Budapest   |
| 7         | UZ К (hálókocsi)                  | Kyiv-Budapest   |
| 8         | UZ К (hálókocsi)                  | Kyiv-Budapest   |